# ميناء الشويخ

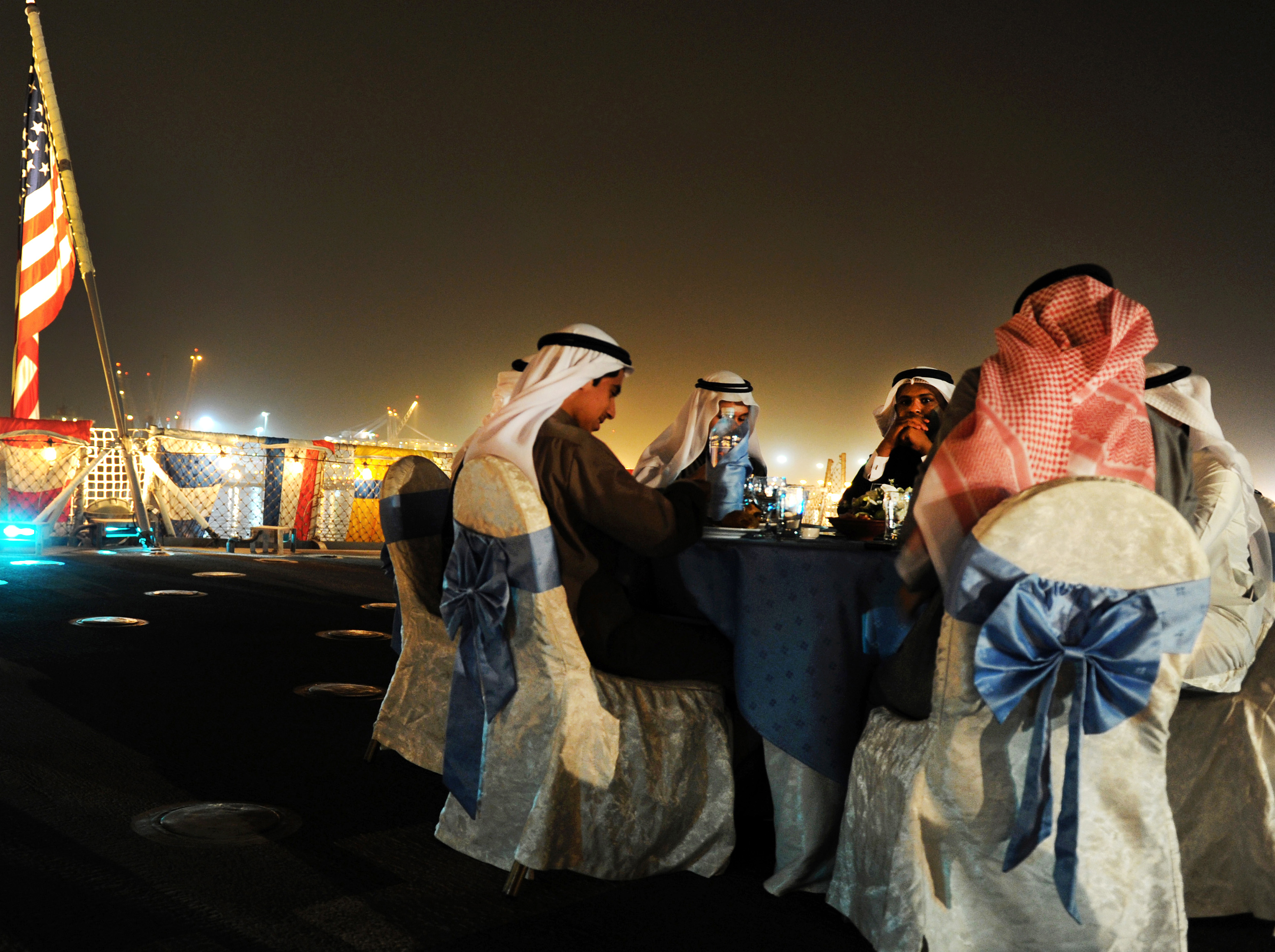
كويتيون يتناولون الطعام على متن إحدى سفن البحرية الأمريكية بميناء الشويخ

ميناء الشويخ هو أقدم وأهم ميناء تجاري في دولة الكويت، يقع على الساحل الغربي من العاصمة مدينة الكويت، ويبعد عنها نحو 3 كيلومترات، بدأ تشغيل الميناء في عام 1960، وهو يتبع إدارة مؤسسة الموانئ الكويتية.

## التاريخ
جاء إنشاء ميناء الشويخ في إطار خطط التحديث التي تبنتها دولة الكويت بعد اكتشاف النفط وزيادة النشاط الاقتصادي والتجاري.
قبل افتتاح الميناء كانت تعتمد الكويت على المراسي التقليدية لنقل البضائع عبر السفن الشراعية.
بدأ العمل في تشييد الميناء في الخمسينيات، وافتُتح رسميًا عام 1960 ليكون أول ميناء تجاري متكامل في البلاد ما أسهم في تنشيط التجارة البحرية وجذب الاستثمارات.

## الموقع والمساحة
يقع الميناء داخل جون الكويت، غرب العاصمة، على مساحة إجمالية تبلغ نحو 4.4 ملايين متر مربع. وتشمل هذه المساحة:
- الحوض المائي: 1.2 مليون متر مربع.
- المساحات الأرضية: 3.2 ملايين متر مربع.
- القناة الملاحية: بطول 8 كيلومترات وعمق يصل إلى 8.5 أمتار.[4]

## البنية التحتية
يضم الميناء 21 مرسى، تختلف أعماقها حسب نوع السفن:
- 14 مرسى بعمق 10 أمتار.
- 4 مراسي بعمق 8.5 أمتار .
- 3 مراسي بعمق 6.7 أمتار.

إجمالي طول الأرصفة: 4,055 مترًا، وتُدار حركة السفن عبر قناة ملاحية محفورة في الجون، ما يسمح باستقبال سفن ذات غاطس يصل إلى 9.5 أمتار خلال المد.

## الأهمية الاقتصادية
يعد هذا الميناء الشريان البحري الرئيسي للبلاد، حيث يستقبل النسبة الأكبر من البضائع المستوردة عن طريق البحر، ويتميز ببنية تحتية متطورة ومرافق خدمية متكاملة.
يعتبر ميناء الشويخ مركزًا استراتيجيًا للتجارة في دولة الكويت، إذ يربط السوق المحلي بالعالم الخارجي عبر عشرات الخطوط الملاحية. كما يوفّر آلاف فرص العمل، ويدعم نشاط الشركات اللوجستية والتجارية، ويُسهم في تنويع مصادر الدخل الوطني غير النفطي.

## الخدمات
يوفر ميناء الشويخ مجموعة من الخدمات المتقدمة، منها:
- مناولة الحاويات والبضائع العامة.
- التخليص الجمركي.
- مناطق للتخزين المبرد والجاف.
- خدمات صيانة السفن والتموين البحري
- بوابات إلكترونية لتتبع الشحنات.
- نظام إدارة آلي للحاويات.[7]

## الحركة التجارية
وفقًا لتقارير مؤسسة الموانئ الكويتية، شهد الميناء خلال عام 2006 استقبال أكثر من 750,000 حاوية، كما يستقبل الميناء سنويًا آلاف السفن من مختلف الدول، وخاصة من آسيا وأوروبا. وتشمل البضائع المستوردة:
- المواد الغذائية.
- المعدات الصناعية.
- السيارات.
- الأثاث والملابس.
- المواد الإنشائية.

## الإدارة والتشغيل
يشرف على إدارة ميناء الشويخ مؤسسة الموانئ الكويتية، وهي جهة حكومية تتولى تنظيم وتشغيل الموانئ البحرية في الدولة. وتخضع عمليات التشغيل للوائح وقوانين محددة تهدف إلى ضمان الكفاءة والسلامة البيئية.

## مشاريع التطوير
أعلنت الحكومة الكويتية عن خطط لتطوير الميناء ضمن رؤية كويت جديدة 2035، وتشمل:
- تعميق الأرصفة لزيادة الطاقة الاستيعابية.
- تحديث المعدات وتوسيع مناطق التخزين.
- إنشاء مناطق حرة قريبة من الميناء.
- رقمنة العمليات وتوسيع نظام الحوسبة اللوجستية.
- الربط بين الميناء وشبكة السكك الحديدية الخليجية المستقبلية.[10]

## معرض صور

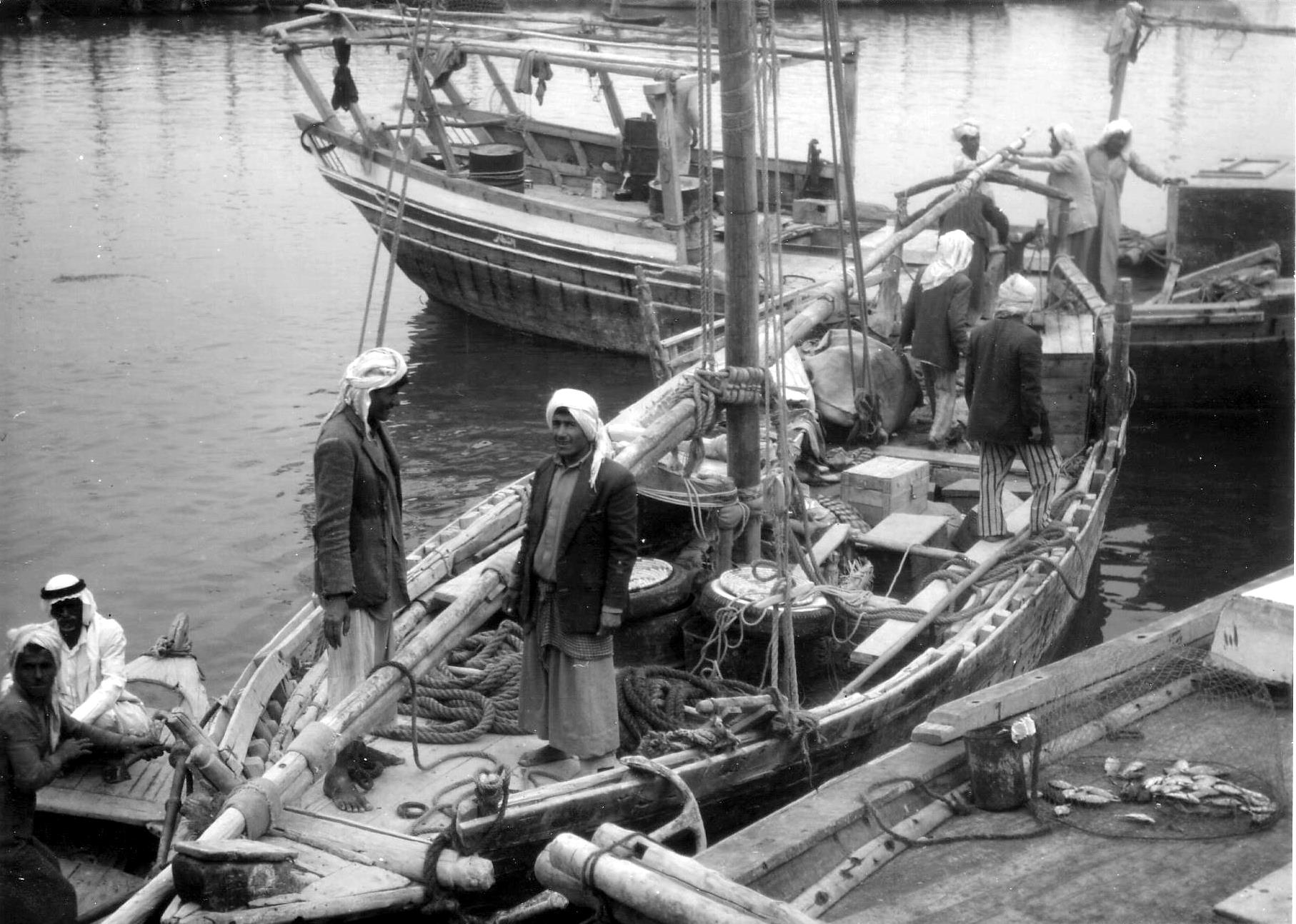
الميناء عام 1961
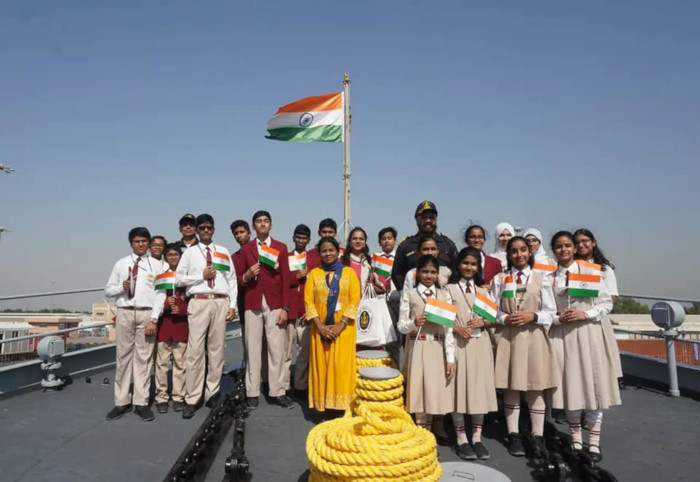
فريق التدريب الأول
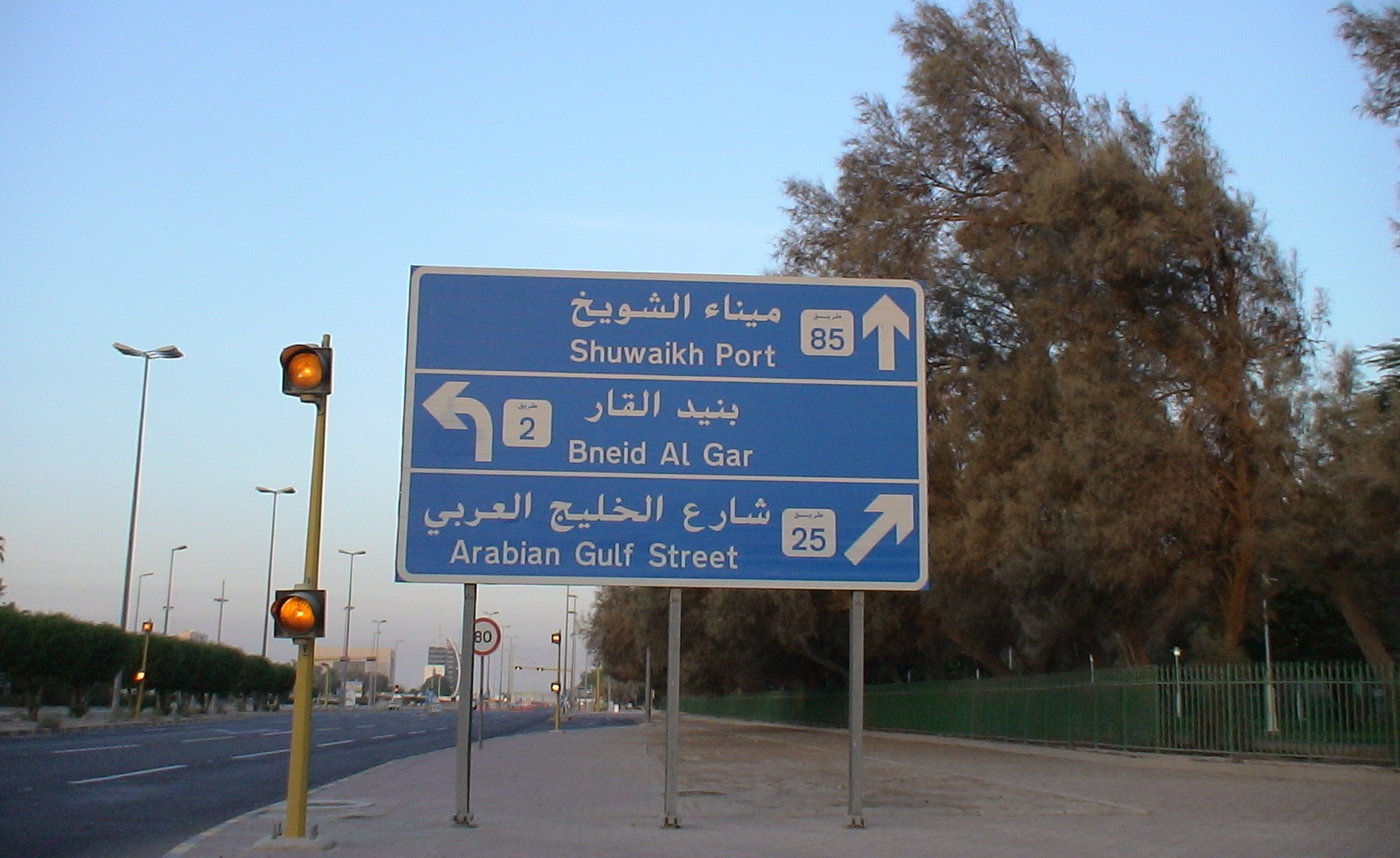
لافتة مرورية